# Sänkt sedebetyg
Sänkt sedebetyg är en roman av Vilhelm Moberg utgiven 1935. 
Det är den första delen i en trilogi om Knut Toring och följdes av Sömnlös (1937) och Giv oss jorden! (1939). Boken handlar om Knuts uppväxt och skolgång som har stora likheter med Mobergs egen. Titeln alluderar på hur stigmatiserande det förr i Sverige kunde vara att få sänkt sedebetyg i skolan.
Boken trycktes i 12 000 exemplar första året och har av Moberg beskrivits som hans första publikframgång.